# Bugedo
Bugedo – gmina w Hiszpanii, w prowincji Burgos, w Kastylii i León, o powierzchni 9,93 km². W 2011 roku gmina liczyła 193 mieszkańców.